# Bantry House

Bantry House es una mansión histórica con jardines situada en Bantry, condado de Cork, Irlanda. La mansión es propiedad de la familia White, condes de Bantry desde 1739.

## Historia
Alrededor del año 1700 se inició la construcción de la mansión en el lado sur de la bahía de Bantry, denominándose en un principio Blackrock. En 1750 Richard White compró la mansión a Samuel Hutchinson cambiándole el nombre a Seafield. La familia White se estableció al principio en las islas Whiddy situadas en la bahía siendo provenientes de Limerick en dónde eran comerciantes. La familia prosperó y adquirió numerosas tierras en la zona. En la década de 1780 la mansión Bantry ocupaba 320 km².
La fachada norte sería añadida al conjunto posteriormente. 
En 1946 fue abierta al público y desde principios de la década de 1990 ofrece servicio de hotel.

## Jardines
Los jardines fueron diseñados por el segundo conde de Bantry y su esposa Mary. Se inspiraron en sus numerosos viajes a lo largo de Europa. Los jardines contienen siente terrazas en total estando localidad la casa en la tercera terraza. La famosa escalera de 100 peldaños (o escalera al cielo) está localizada detrás de la casa partiendo del jardín italiano. 
Entre los jardines cabe destacar el jardín italiano, inspirado en un viaje a Italia y más concretamente en los jardines Boboli en Florencia. Este jardín posee un estanque central con una fuente realiza da sobre 1850.
Otro jardín es el denominado jardín de las rosas, plantado en el siglo XVIII.

## Centro de la armada francesa
El centro de la armada francesa está situado en las caballerizas de la mansión. En esta mansión se recrea la frustrada invasión de Theobald Wolfe Tone y de las tropas armadas que comandaba para unirse a las tropas francesas encabezadas por el almirante Hoche. El ejército está compuesto por cincuenta barcos de guerra 15.000 hombres. El contingente no pudo desembarcar por el mal tiempo tuvo que regresar tras perder diez barcos.
El barco fue descubierto en 1982. En 1985 fue declarado Monumento Nacional y comenzaron los trabajos de excavación, preservación, restauración y exhibición del barco y sus contenidos. El centro muestra la historia del intento de desembarco francés en la bahía de Bantry.

## Galería

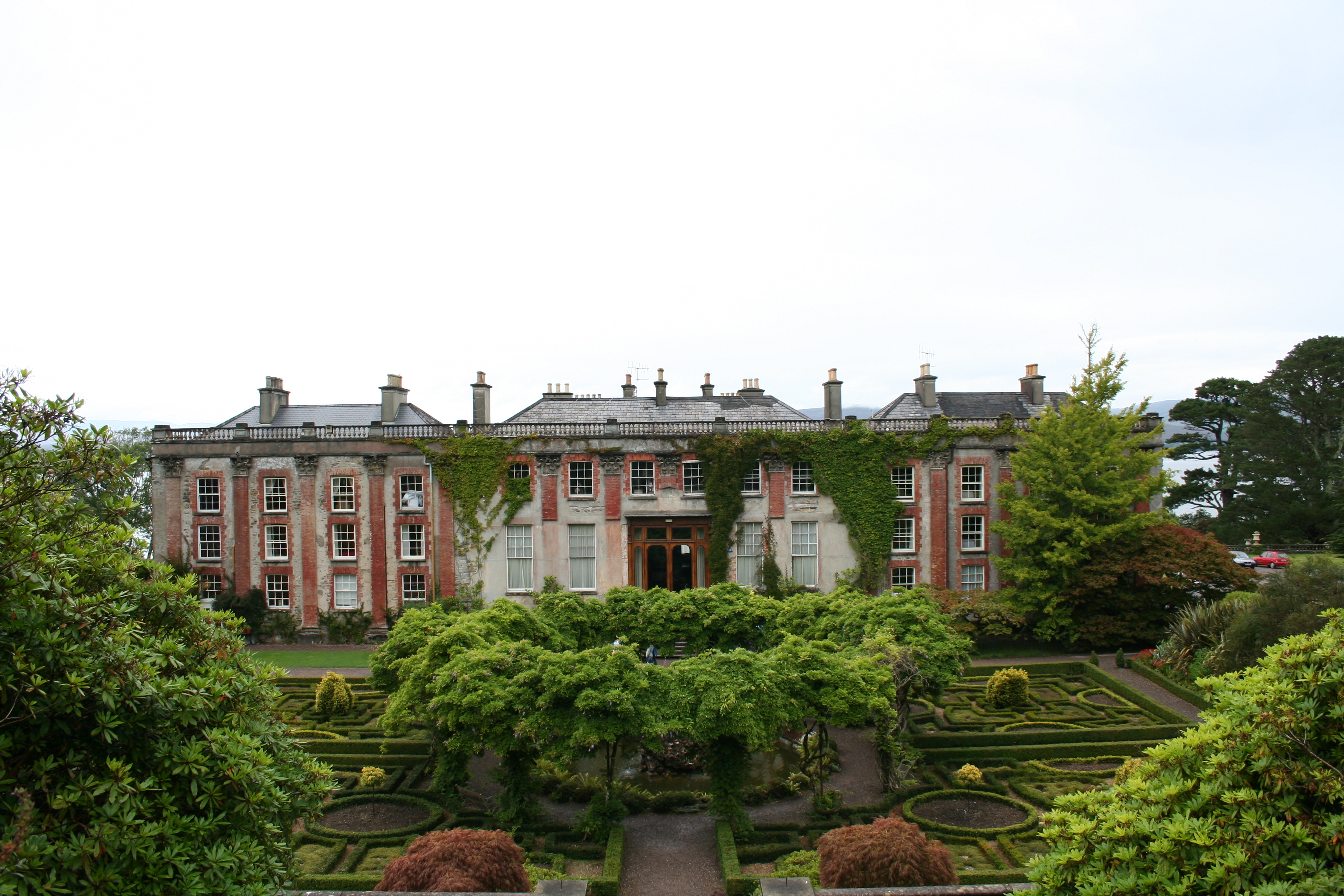
Mansión y en primer término el jardín italiano.
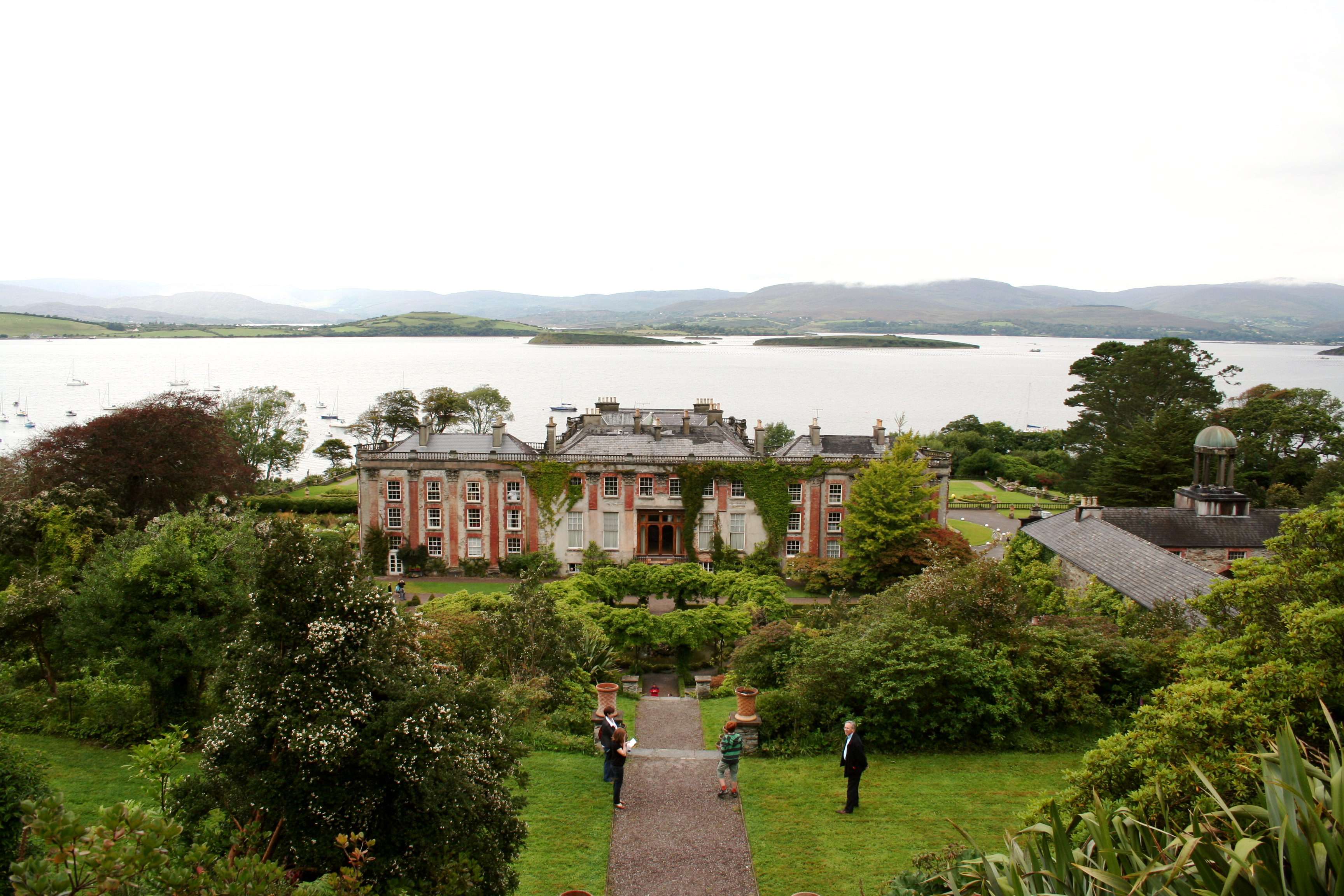
Bahía y la mansión desde la cima de la escalera.
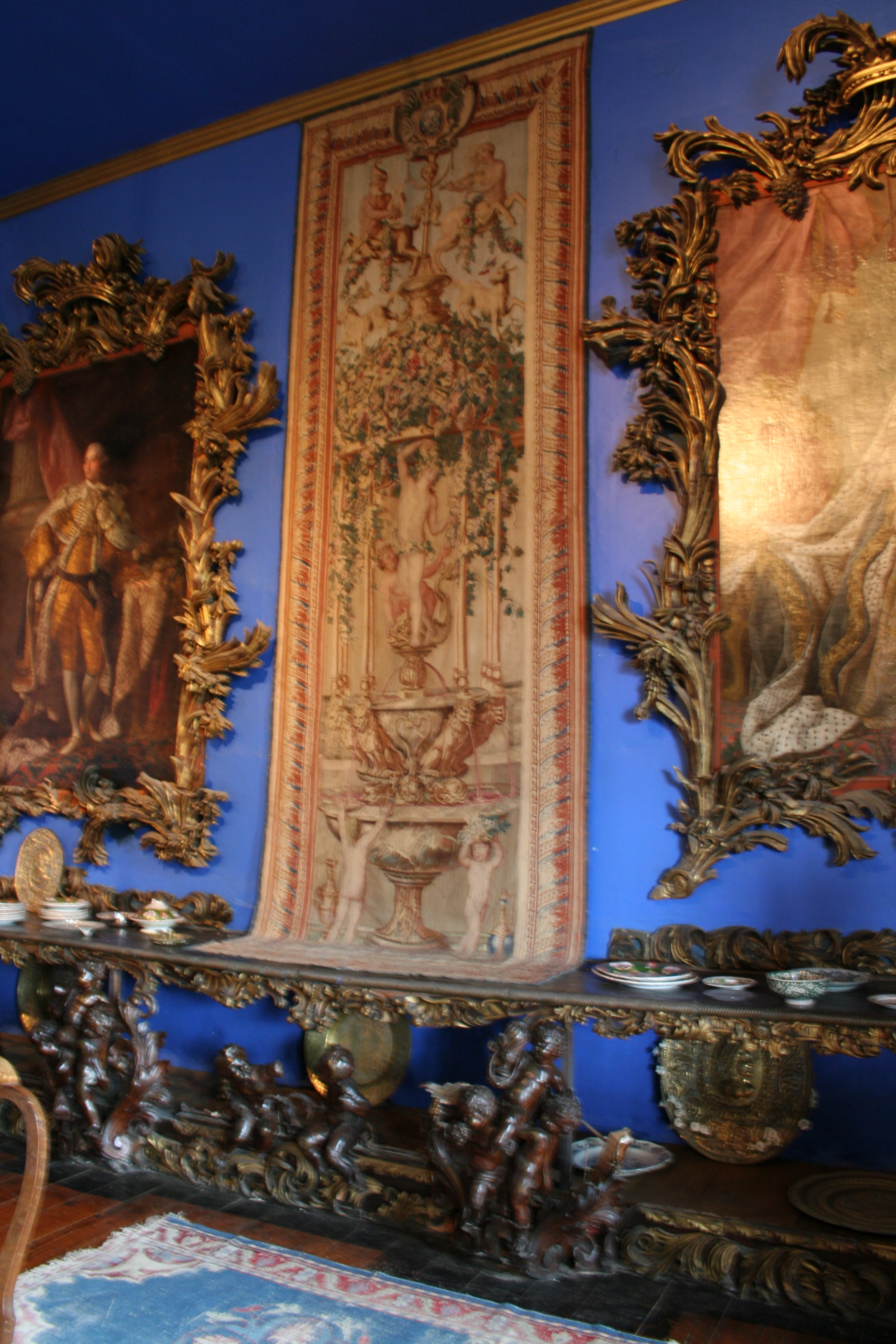
Salón de los Gobelinos.
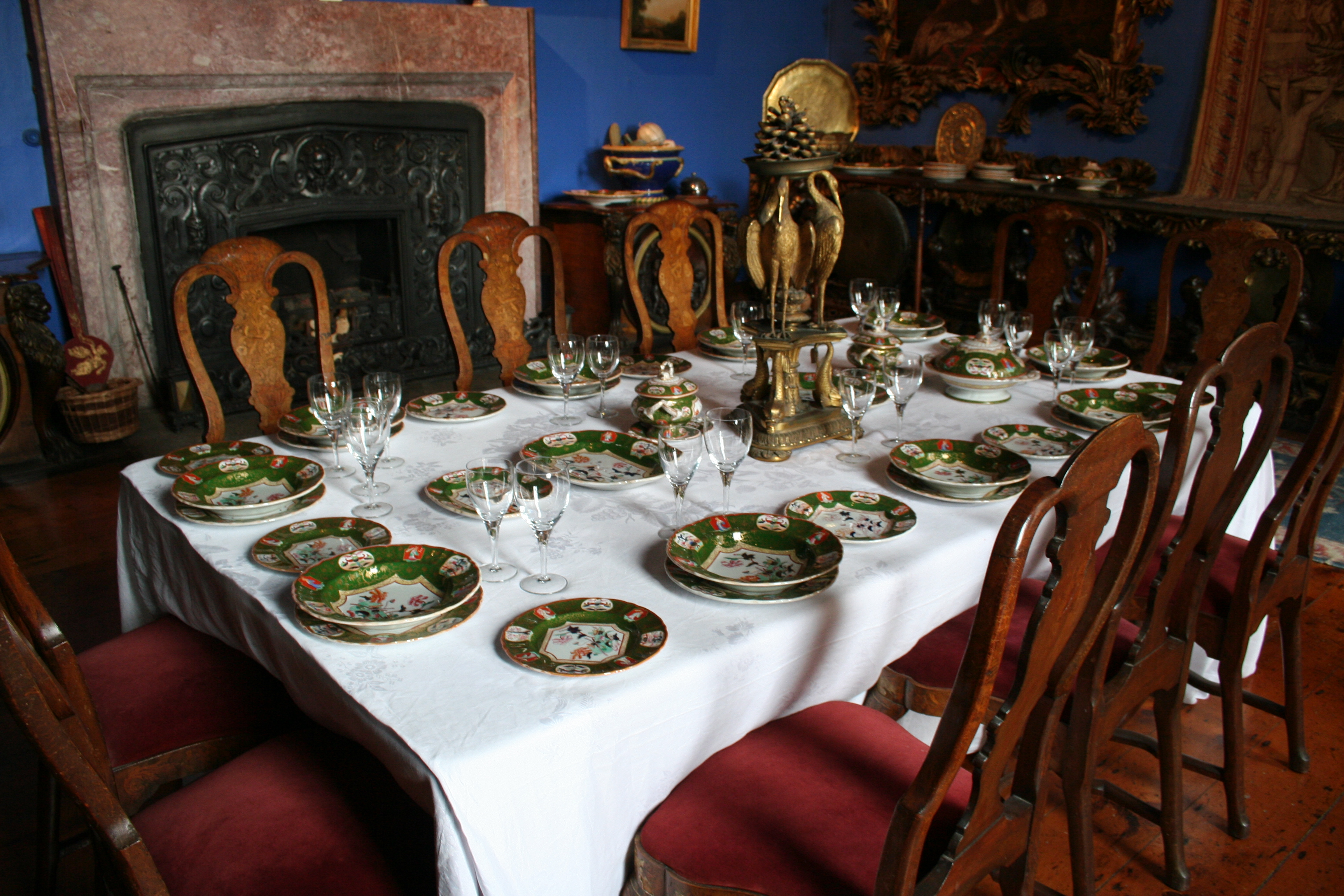
Salón de los Gobelinos.
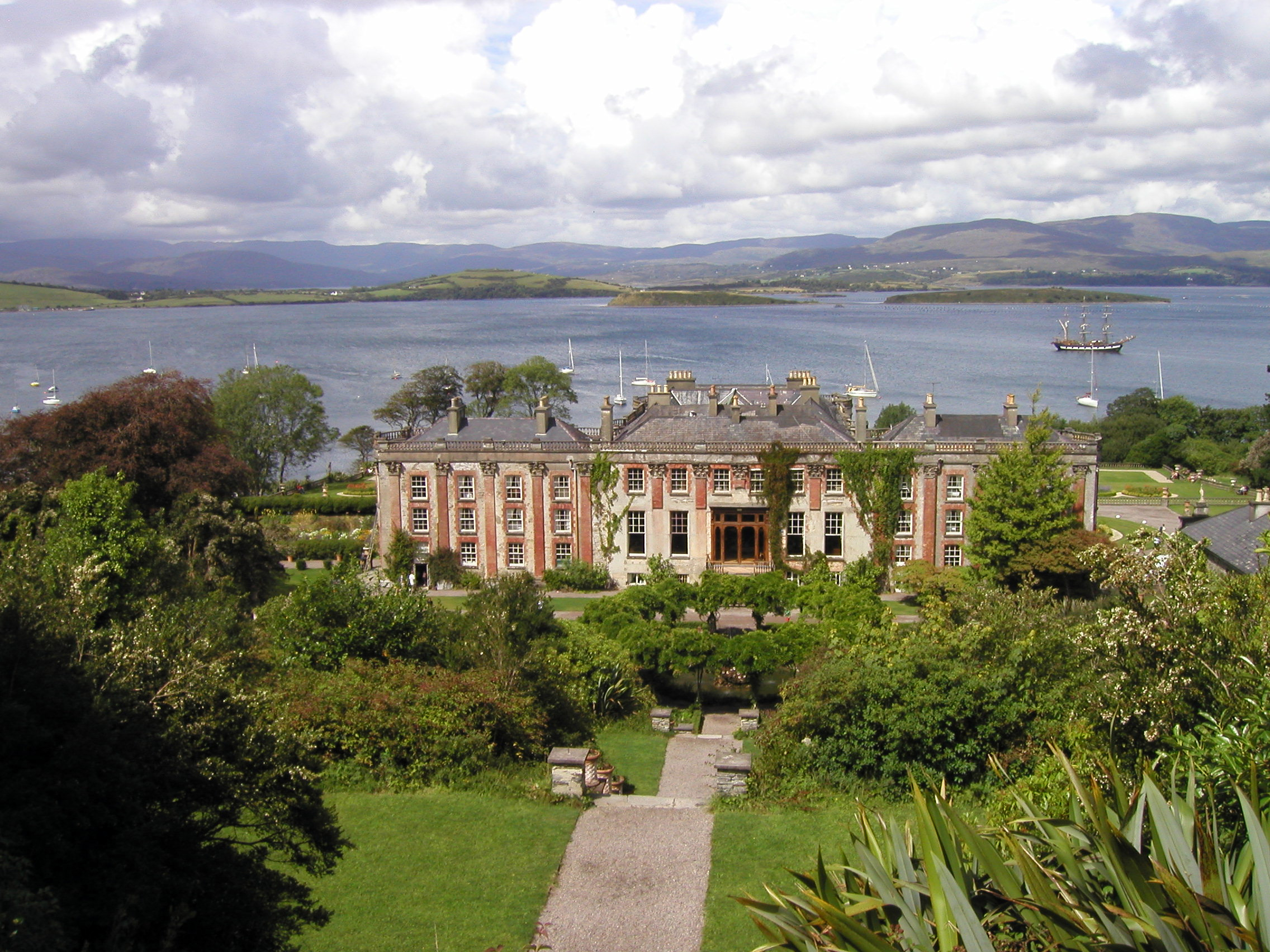
Parte norte, la bahía.
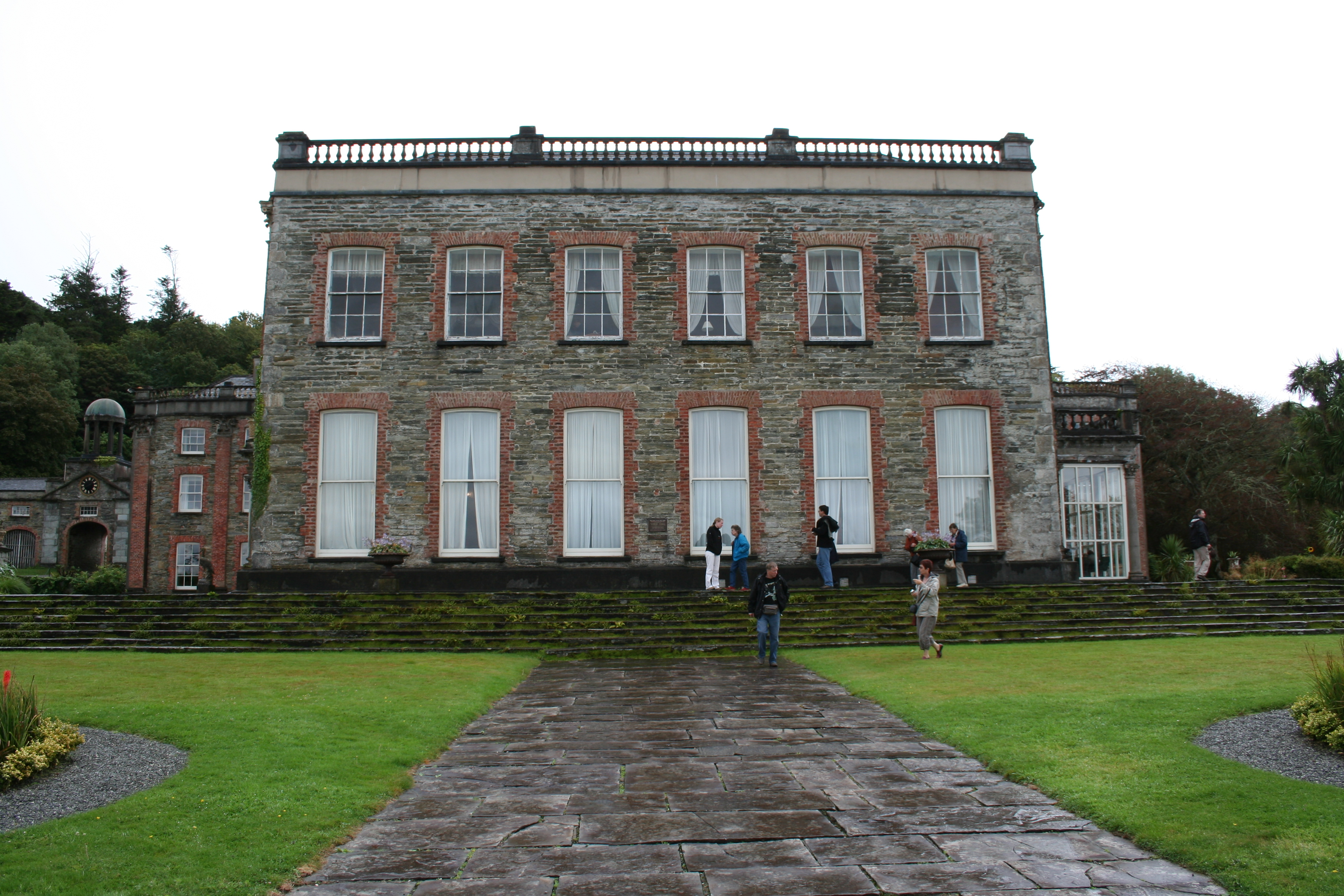
Fachada norte de la mansión.
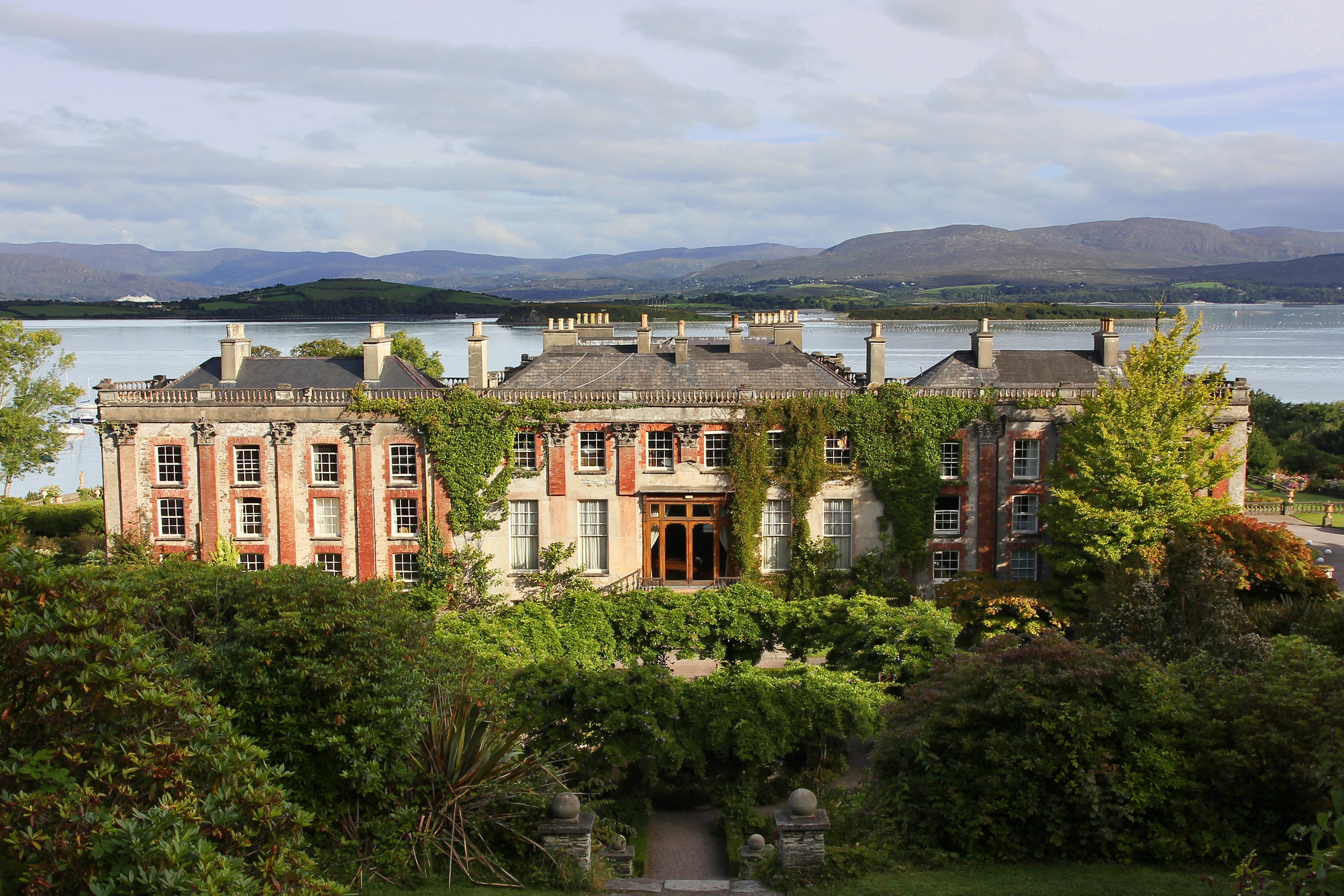
Bantry House, en la bahía de Bantry.